# Campine
 (décembre 2015).
Si vous disposez d'ouvrages ou d'articles de référence ou si vous connaissez des sites web de qualité traitant du thème abordé ici, merci de compléter l'article en donnant les références utiles à sa vérifiabilité et en les liant à la section « Notes et références ».

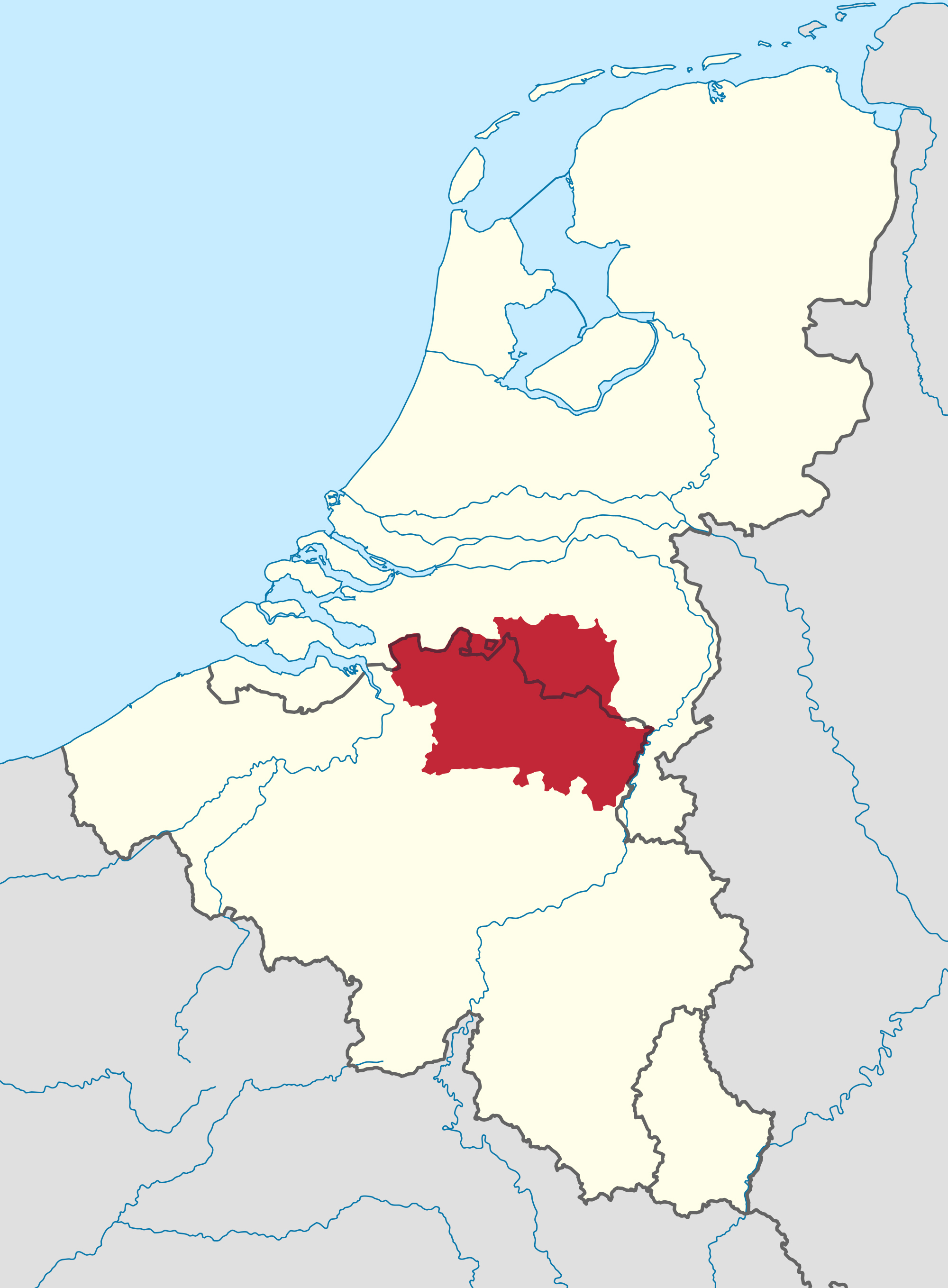
La Campine

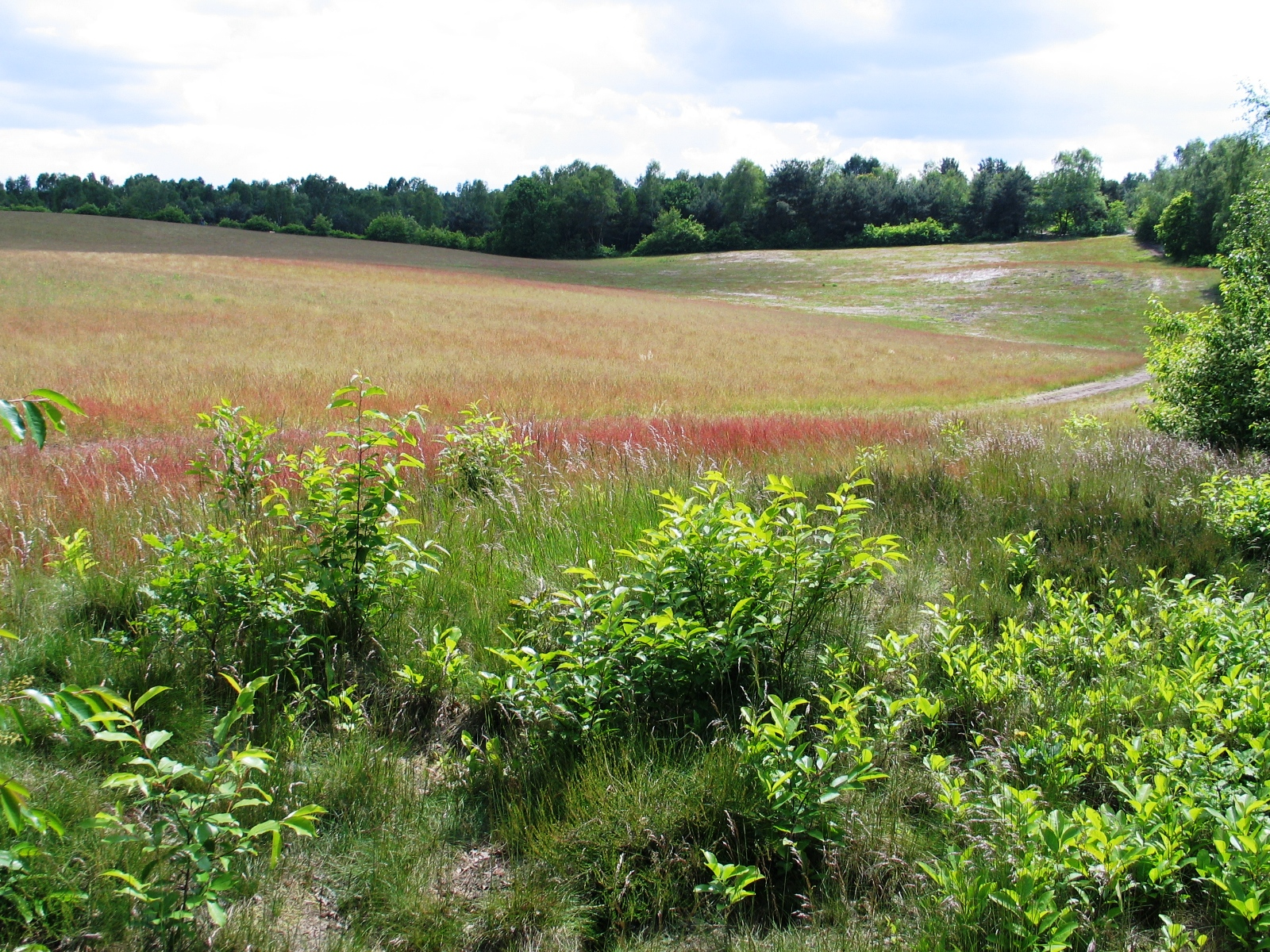
Réserve naturelle "De Teut" dans la commune campinoise de Zonhoven

La Campine (en néerlandais : De Kempen) est une région qui se trouve de part et d'autre de la frontière entre la Belgique et les Pays-Bas. 
Sa partie belge est située dans les provinces de Limbourg, d'Anvers et du Brabant flamand tandis que sa partie néerlandaise se trouve dans le sud de la province de Brabant-Septentrional. 
La Campine se situe à l'est d'Anvers et à l'ouest d'Eindhoven. Plus à l'est, cette région s'étend sur le "Plateau de la Campine". La limite sud est formée par le Démer et la limite est par la vallée de la Meuse.

## Géographie
- Campine

Les Régions naturelles de Belgique.
Campine.

Le sol de cette région est essentiellement formé de sables éoliens déposés lors de la dernière glaciation. Ces sables éolisés correspondent à des sables de couverture repris par le vent aux moraines et épandages proglaciaires sur des distances plus courtes que les particules plus légères de lœss. Ils ont pu s'accumuler par endroits sous forme de dunes continentales, avant d'être fixés par une végétation forestière anthropique, les plantations de pins datant du XIXe siècle et au XIXe siècle. Ces bombements aplanis sont entourés de dépressions humides, formations résultant de la nature souvent argileuse du sous-sol.
La nature est relativement bien préservée dans la Campine : on y trouve des bois, des tourbières, des bruyères et des pâturages, entrecoupés de quelques petites villes et villages. Il reste encore de nombreuses fermes campinoises traditionnelles, mais la plupart sont entièrement utilisées comme habitation. 
Une grande partie du patrimoine campinois est conservée au musée en plein air de Bokrijk.

## Patrimoine

### Faune
La région a donné son nom à une race de poule proche de la braekel, nommée campine.

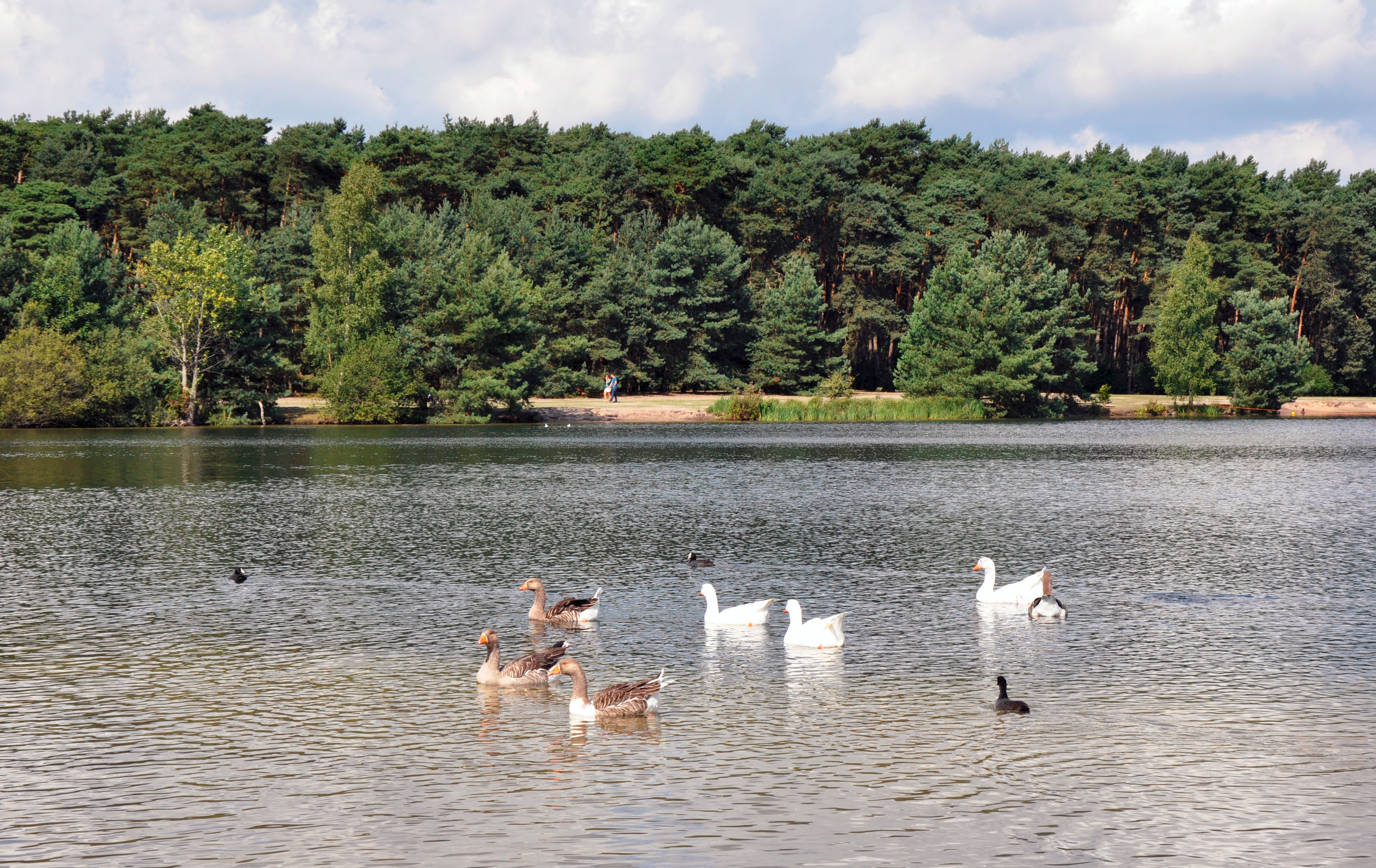
Lac de Rauw
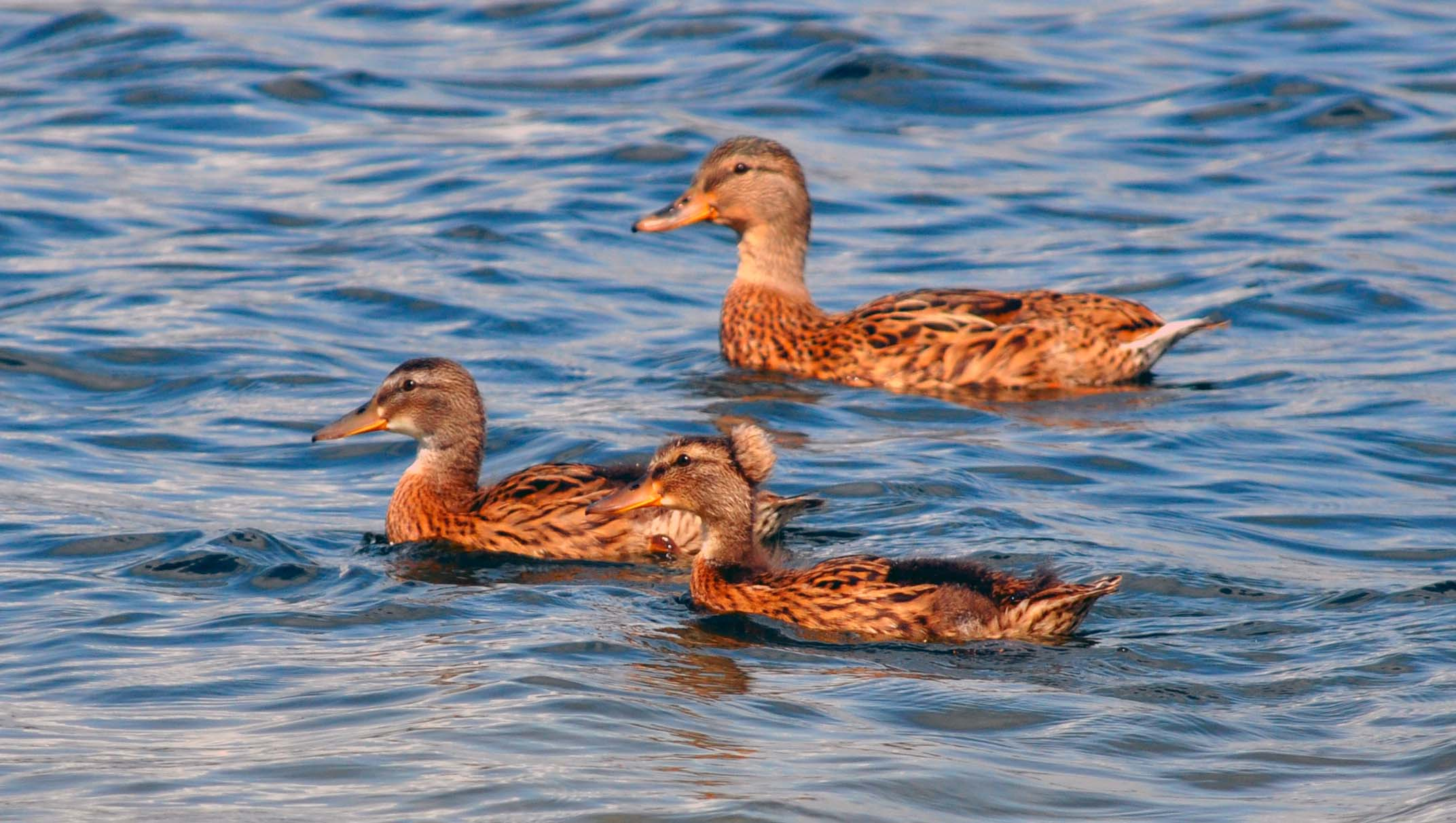
Lac de Rauw
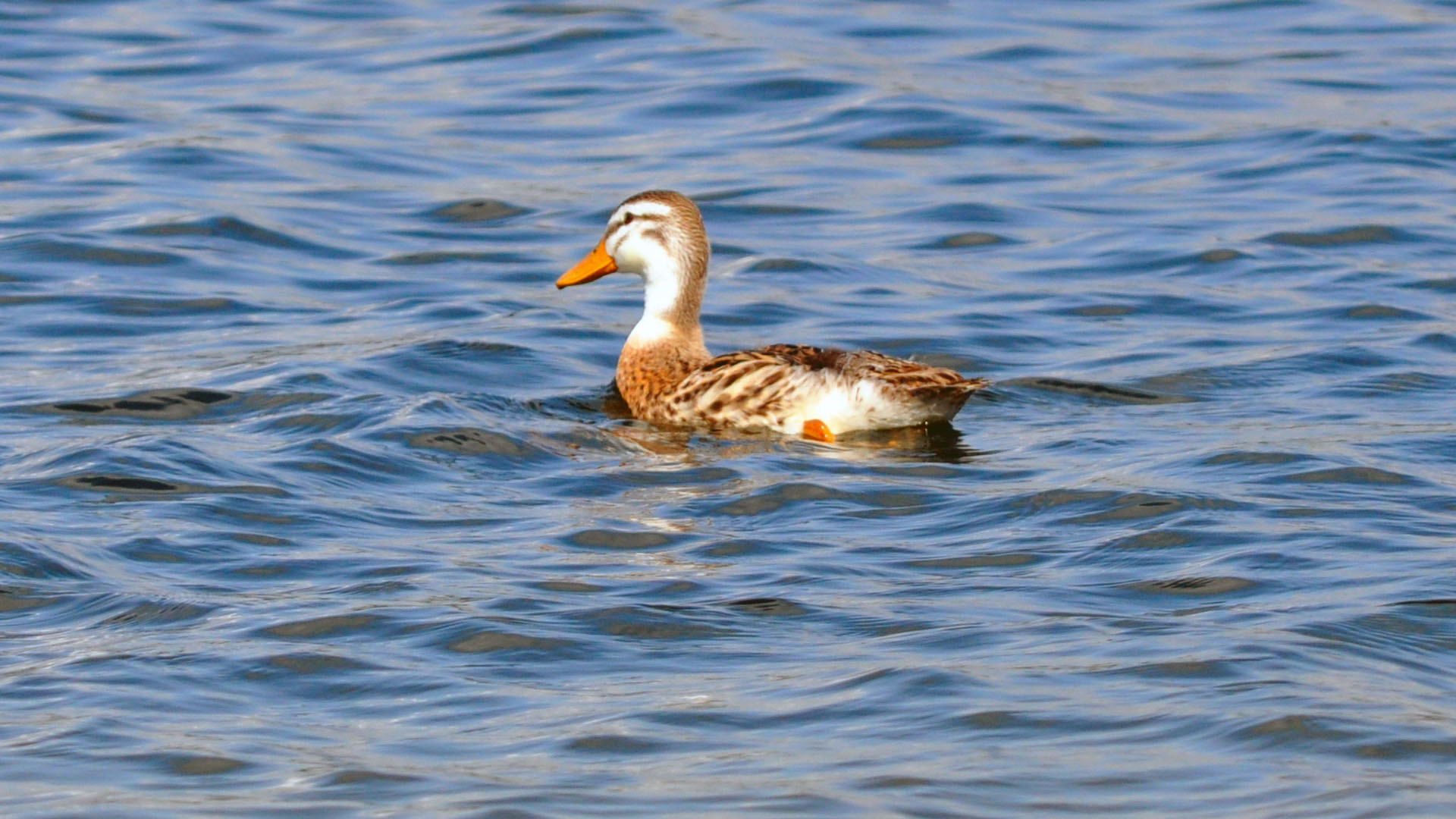
Lac de Rauw
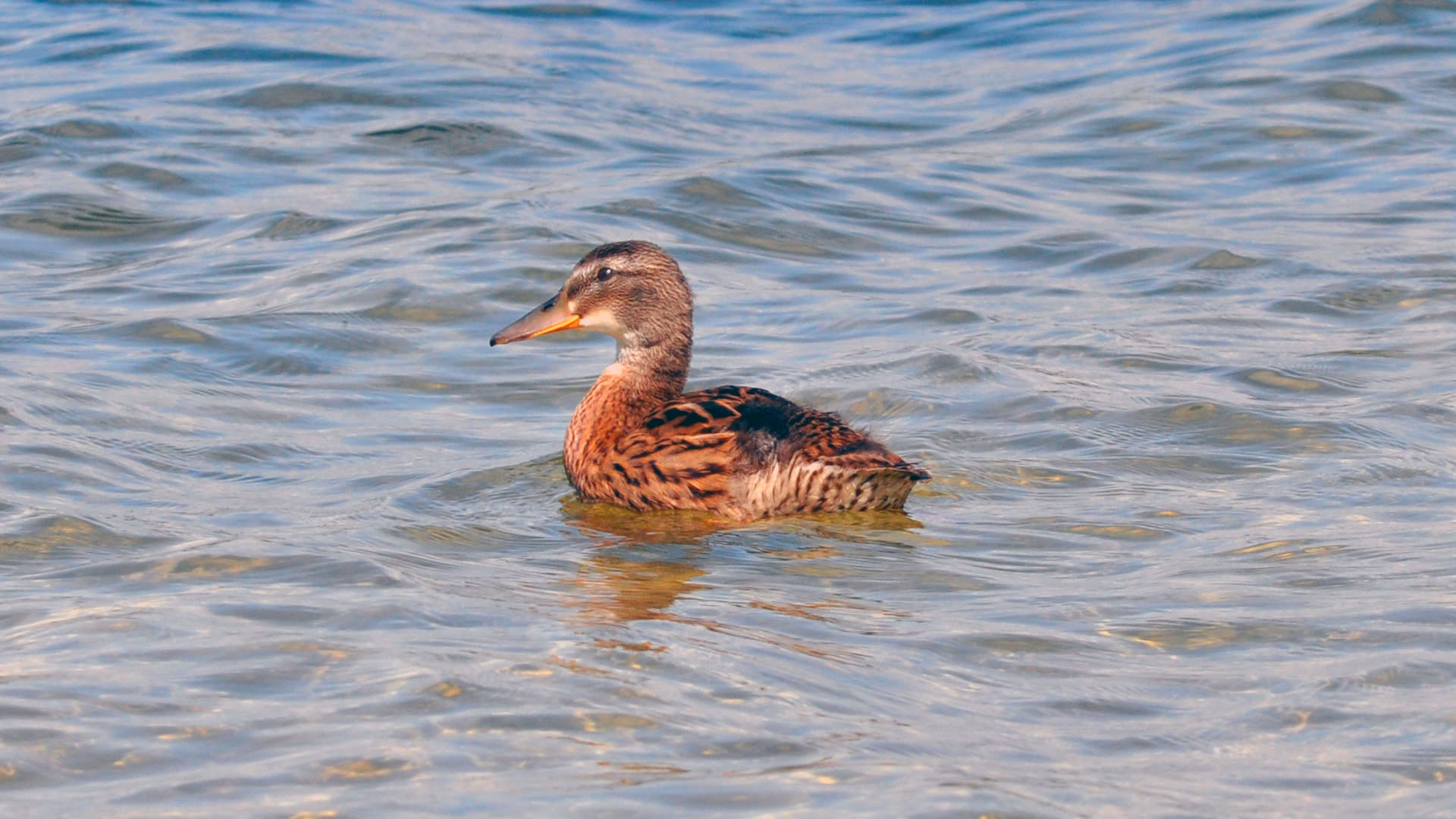
Lac de Rauw

### Flore

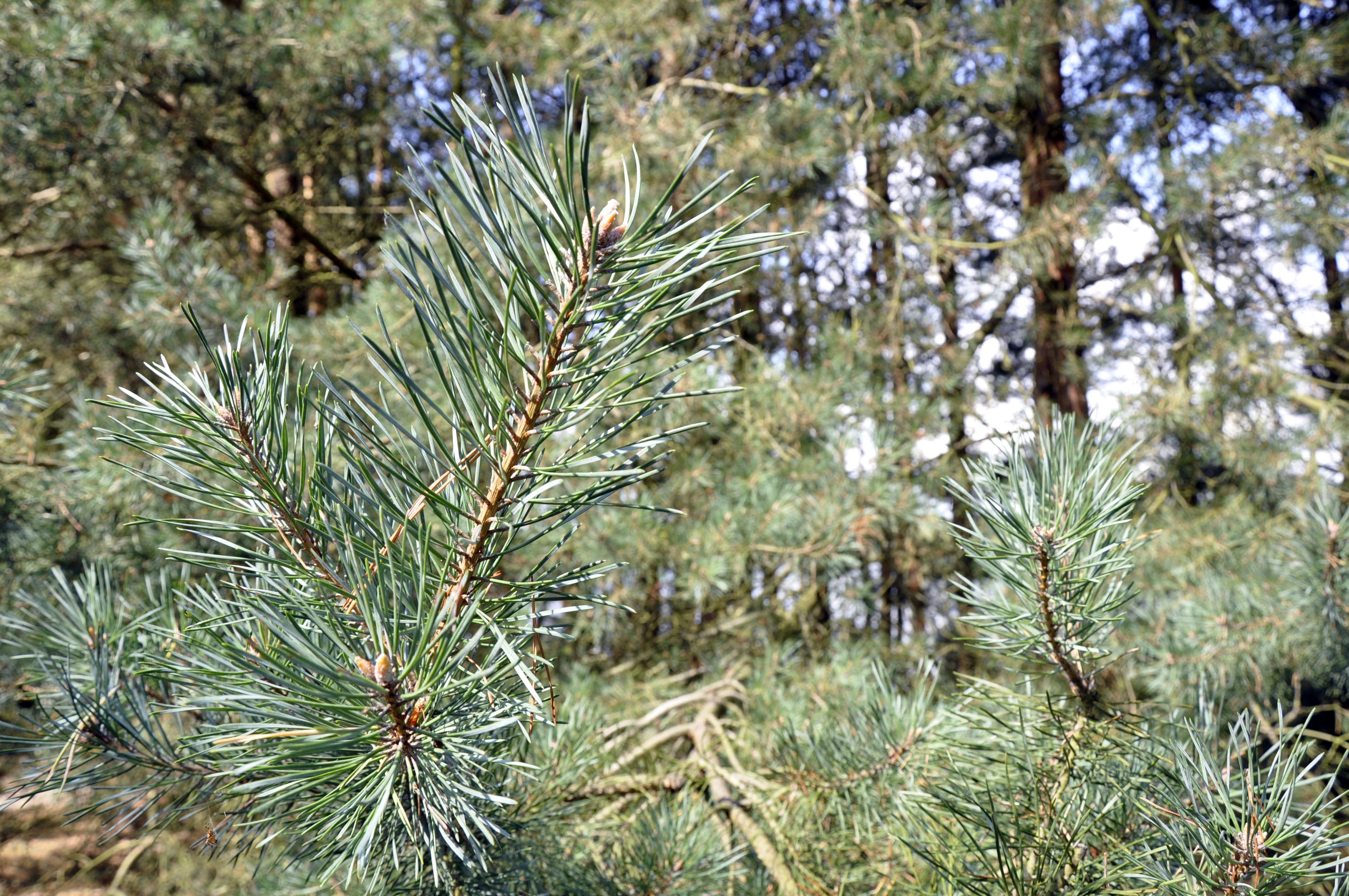
Pins autour du lac de Rauw
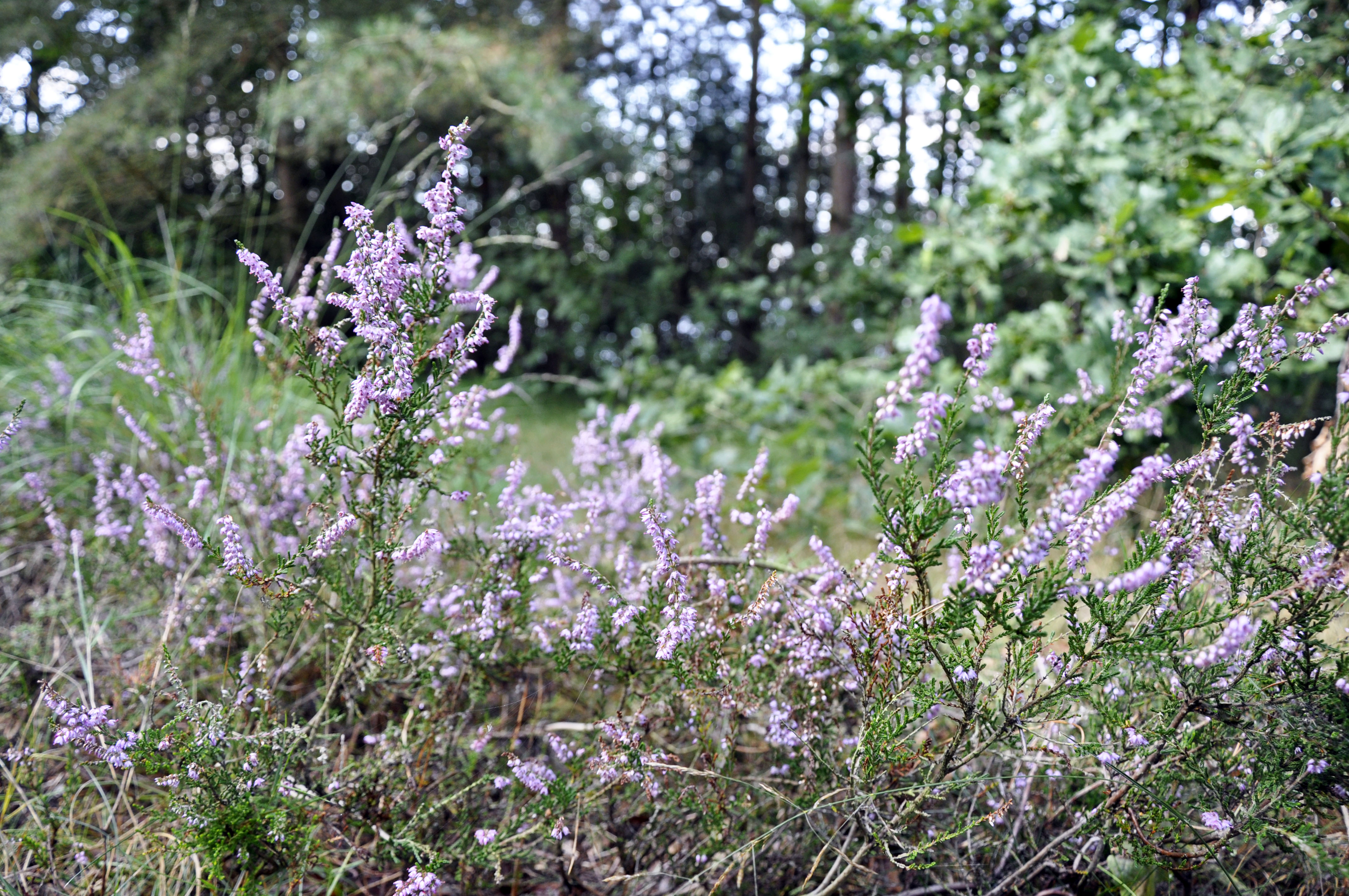
Fleurs autour du lac de Rauw
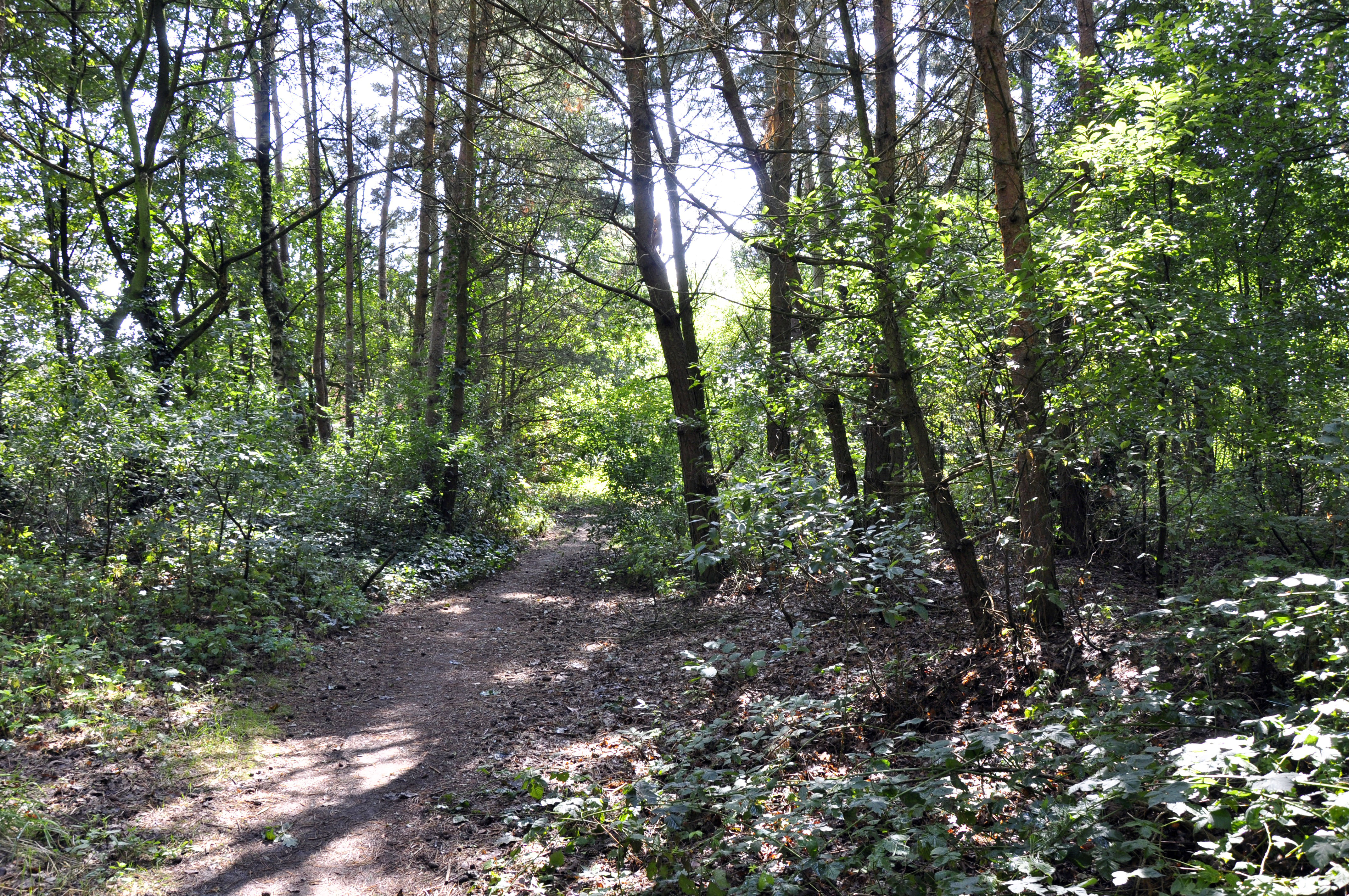
Promenade autour du lac de Rauw
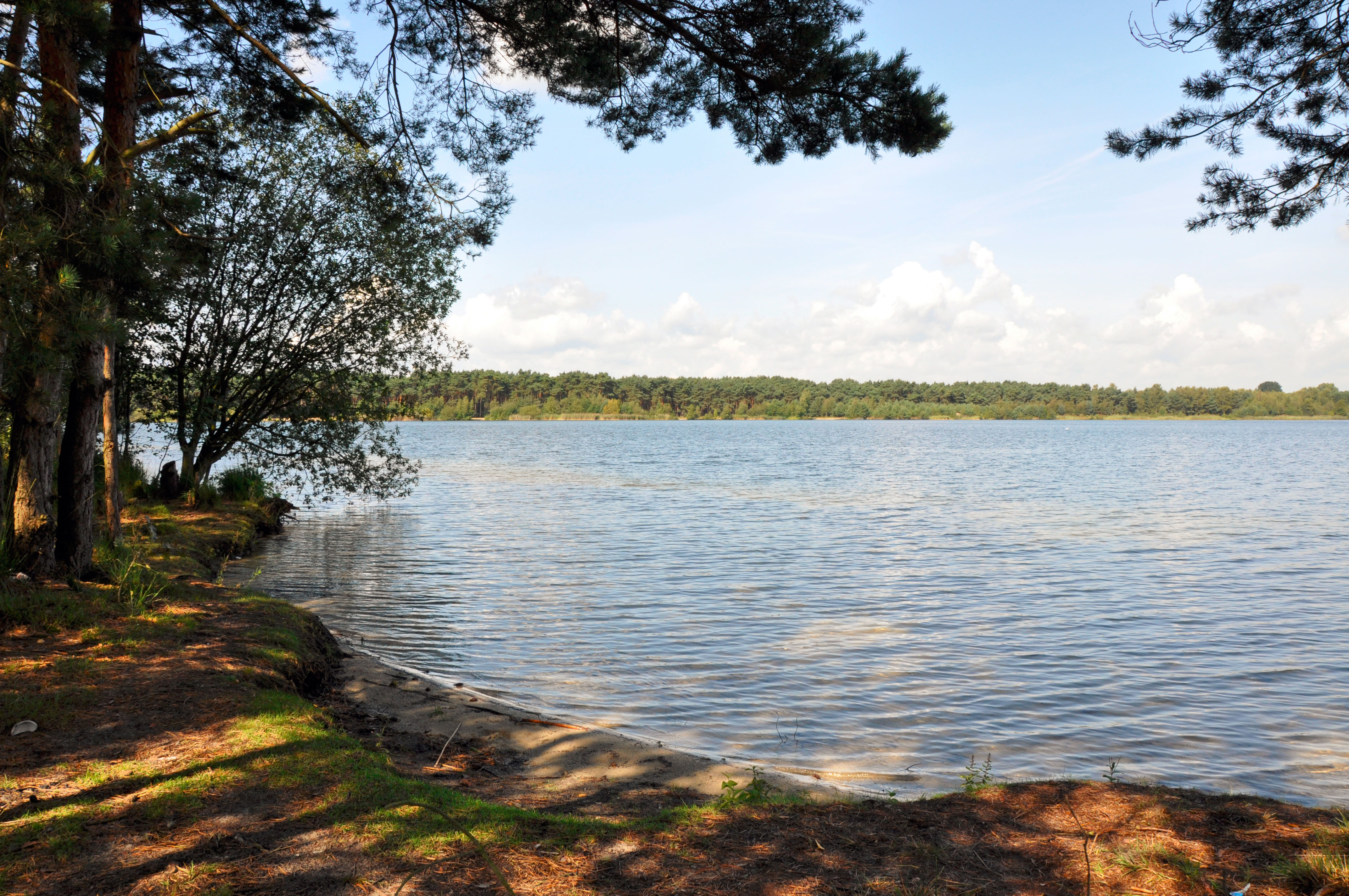
Berges du lac de Rauw
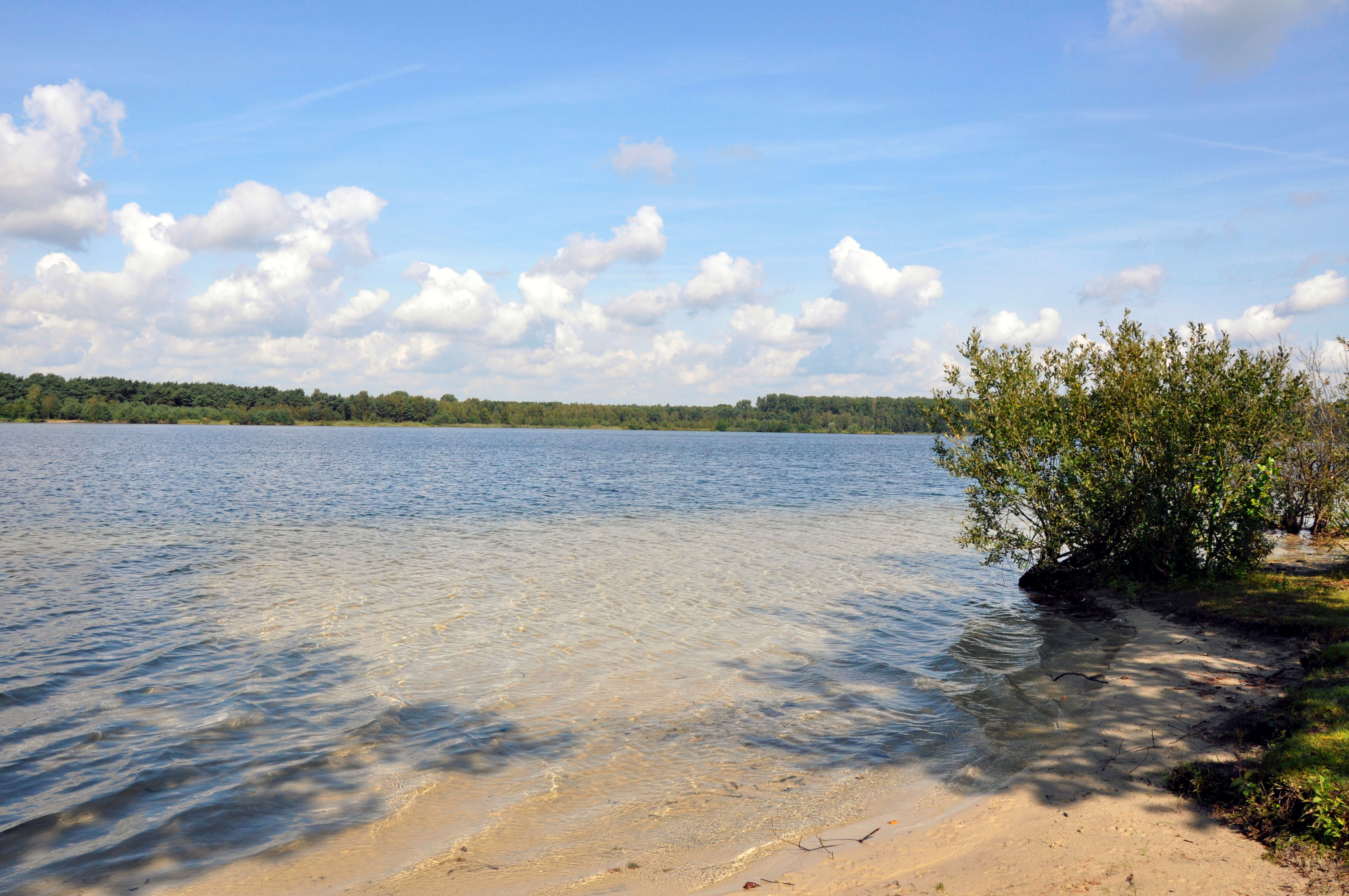
Berges du lac de Rauw
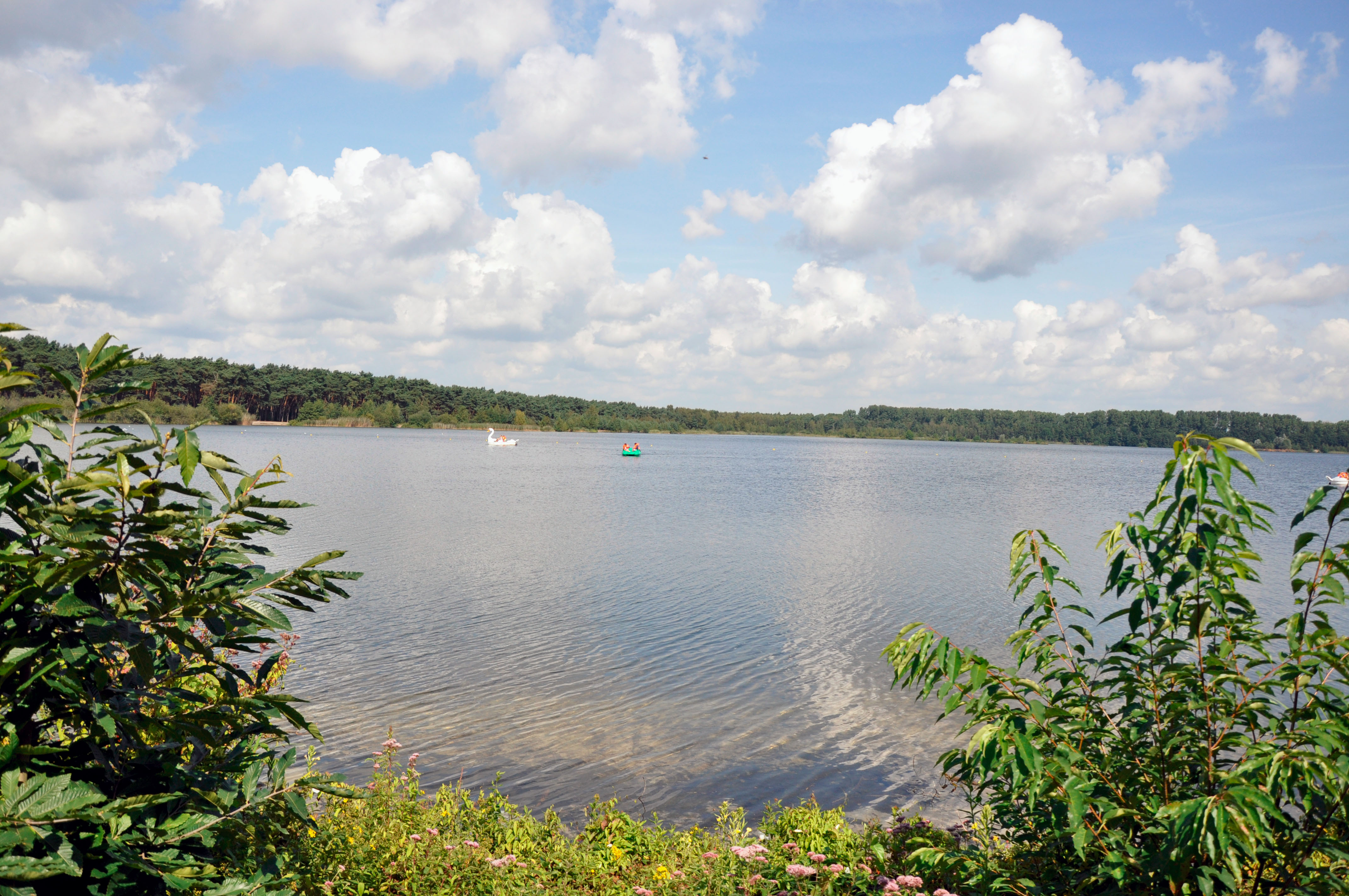
Berges du lac de Rauw

### Abbayes
La région était peu peuplée, c'est pourquoi des moines y cherchèrent le calme (entre autres à Achel, Zundert, Postel, Tongerlo, Westmalle), mais cela explique également la présence d'industries polluantes comme les industries métalliques à Balen, Overpelt et Mol, ainsi que de la première centrale nucléaire de Belgique, à Mol.

### Industrie et villes minières
Le bassin houiller campinois fut découvert par André Dumont en 1901. Grâce à la mise en valeur de la houille dans les charbonnages, surtout après la Seconde Guerre mondiale, apparurent de nouveaux centres industriels, comme Geel, Beringen et Genk et Westerlo.

### Transport
À partir de 1995, les intersections des itinéraires cyclistes sont progressivement numérotées. Cela permet aux cyclistes de rapidement se repérer, en roulant de nœud en nœud. Depuis, le système s'applique dans plusieurs pays européens. 

## Villes entourantes
La région étant formée d'un sol sablonneux pauvre, on y trouve peu de vieilles ou de grandes villes. Celles-ci se situent plutôt sur son pourtour : Hasselt, Diest, Aarschot, Lierre (« la Porte de la Campine »), Bréda, Tilbourg, Eindhoven, Maaseik, Maastricht. 
Turnhout fait ici exception et est souvent appelée la capitale de la Campine. Il y a longtemps eu, à l'ouest de cette ville, une exploitation d'argile destinée à la production de briques. C'est une des raisons pour lesquelles le canal Dessel-Turnhout-Schoten, qui va jusqu'à Anvers, fut creusé.